# Franc Škerlj

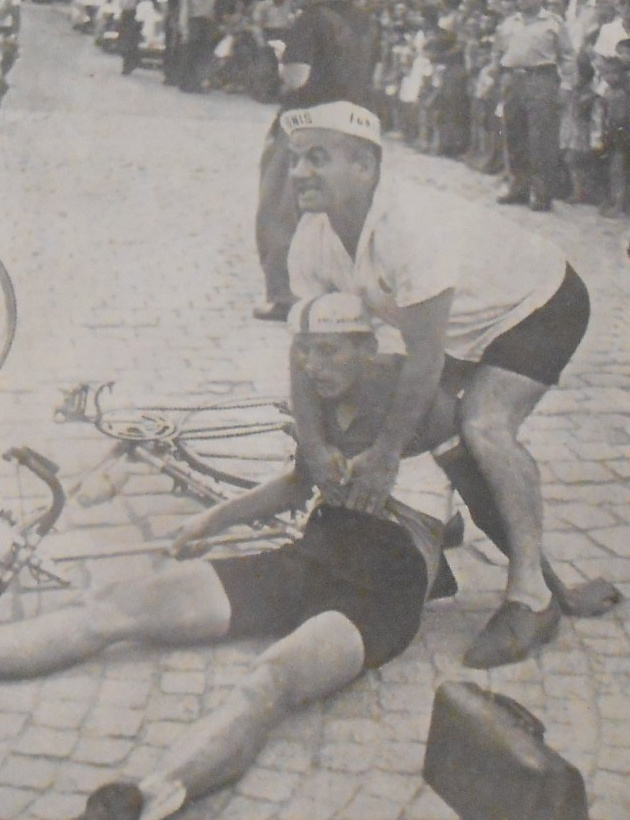
Franc Škerlj 1962

Franc Škerlj (* 6. Mai 1941 in Ljubljana; † 3. Mai 2023) ist ein ehemaliger jugoslawischer Radrennfahrer.

## Sportliche Laufbahn
Škerlj war Teilnehmer der Olympischen Sommerspiele 1968 in Mexiko-Stadt. Im Mannschaftszeitfahren wurde Jugoslawien mit Cvitko Bilić, Rudi Valenčič, Tanasije Kuvalja und Franc Škerlj als 16. klassiert.
1962 gewann er die Jugoslawien-Rundfahrt (mit einem Etappensieg) und die Kroatien-Rundfahrt. In der Jugoslawien-Rundfahrt 1963 konnte er eine Etappe gewinnen. Er startete bei den Straßenradsport-Weltmeisterschaften und wurde 40. des Titelkampfes. Die Tour de l’Avenir beendete er auf dem 58. Platz (im Vorjahr war er 42. geworden). 1964 wurde er Zweiter in der Jugoslawien-Rundfahrt hinter Rudi Valenčič. Die Istrian Spring Trophy (Jadranska Magistrala) gewann er 1965 und 1966. 1966 konnte er zwei Tagesabschnitte des Giro delle Provincie del Lazio für sich entscheiden, wobei er im Endklassement Zweiter wurde. In der Saison 1967 siegte er erneut in der Jugoslawien-Rundfahrt und war auch in der Österreich-Rundfahrt am Start und belegte den 7. Rang im Endklassement. In der Marokko-Rundfahrt gewann er zwei Etappen und wurde Vierter der Gesamtwertung.
1968 wurde er Dritter der nationalen Meisterschaft im Straßenrennen hinter dem Sieger Franc Hvasti. 1967 und 1968 gewann er das Etappenrennen Alpe–Adria.
Er bestritt die Internationale Friedensfahrt 1965 und 1966, schied in beiden Rundfahrten aus.